# David Stewart (Politiker, 1956)

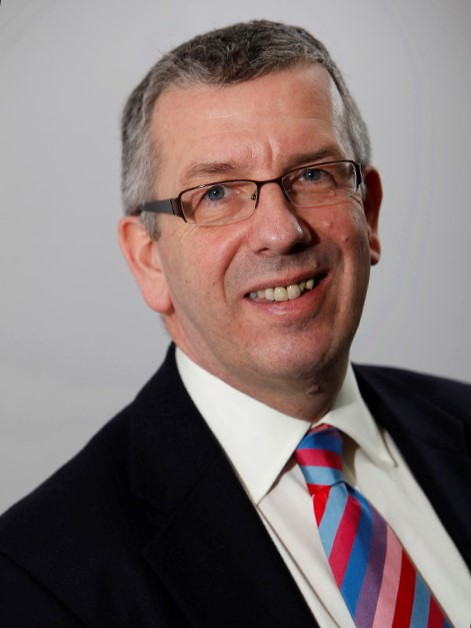
David Stewart

David Stewart (* 5. Mai 1956 in Inverness) ist ein schottischer Politiker und Mitglied der Labour Party und der Co-operative Party.

## Leben
Stewart besuchte das Paisley College und schloss als Bachelor ab. Er ging dann an die Universität Stirling und erwarb ein Diplom in Sozialarbeit. 1996 erwarb er außerdem ein Diplom in Management an der Open University. Stewart ist Mitglied der Gewerkschaft UNISON. Er ist verheiratet und Vater zweier Kinder.

## Britisches Unterhaus
Erstmals trat Stewart bei den Unterhauswahlen 1997 zu nationalen Wahlen an. Er errang das Direktmandat des Wahlkreises Inverness East, Nairn and Lochaber und verteidigte es bei den folgenden Unterhauswahlen 2001. Vor den Unterhauswahlen 2005 wurde der Wahlkreis Inverness East, Nairn and Lochaber aufgelöst. Aus diesem Grund trat Stewart für einen der Nachfolgewahlkreise Inverness, Nairn, Badenoch and Strathspey an, unterlag jedoch dem Liberaldemokraten Danny Alexander und verlor seinen Sitz im Britischen Unterhaus.

## Schottisches Parlament
Zu den Schottischen Parlamentswahlen 2007 bewarb sich Stewart um ein Listenmandat der Wahlregion Highlands and Islands. Infolge des Wahlergebnisses erhielt er eines der sieben Listenmandate der Wahlregion und zog erstmals in das Schottische Parlament ein. Bei den Parlamentswahlen 2011 bewarb sich Stewart um das Direktmandat des Wahlkreises Inverness and Nairn, unterlag jedoch deutlich dem SNP-Kandidaten Fergus Ewing. Er verteidigte aber sein Mandat der Wahlregion. Bei den schottischen Parlamentswahlen 2016 erhielt Stewart nur den dritthöchsten Stimmenanteil in seinem Wahlkreis Inverness and Nairn. Er erhielt jedoch abermals ein Listenmandat der Wahlregion Highland and Islands.